# Nexon
Nexon ist eine Stadt mit 2542 Einwohnern (Stand 1. Januar 2022) im französischen Département Haute-Vienne in der Region Nouvelle-Aquitaine.
Nexon gehört zum Kanton Saint-Yrieix-la-Perche im Arrondissement Limoges.

## Geografie
Ein Großteil des 40,79 km² großen Gemeindegebietes ist Landwirtschaftsland. Nebst der Hauptsiedlung, die im Süden und im Nordwesten von Waldgebieten umgeben ist, gibt es auf dem Gemeindegebiet von Nexon zahlreiche Weiler.
Nexon liegt am Rande des regionalen Naturparks Périgord-Limousin.

## Geschichte
1569 führte Herzog Wolfgang von Pfalz-Zweibrücken ein Söldnerheer aus dem Elsass durch Burgund und Innerfrankreich in das Limousin, um den französischen Hugenotten unter dem Fürsten von Condé im dritten Hugenottenkrieg beizustehen. Herzog Wolfgang starb während des Feldzuges im Feldlager in Nexon. Sein Leichnam wurde 1571 nach Meisenheim überführt.

### Camp de Nexon
Das Camp de Nexon war ein vom Vichy-Regime errichtetes Internierungslager in der Nähe des Bahnhofs von Nexon, das von November 1940 bis August 1944 bestand. Es diente zunächst der Internierung politischer Gefangener und wurde ab 1942 zunehmend zur Internierung von Menschen jüdischer Herkunft genutzt, die dann über das Sammellager Drancy in die deutschen Vernichtungslager im Osten Europas deportiert wurden. Nach Einschätzung von Pascal Coussy war das Camp de Nexon eines der wichtigsten der etwa fünfzig Umgruppierungs-, Überwachungs-, Internierungs- und Arbeitslager im Limousin.

## Schloss von Nexon
Das Schloss von Nexon hat einen 40 Hektar großen Landschaftspark. Er wurde in der Mitte des neunzehnten Jahrhunderts von Paul de Lavenne de Choulot, Landschaftsgestalter, für Baron Astolphe Nexon erstellt. Er ist für die Öffentlichkeit zugänglich, da die Gemeinde die Immobilie erworben hat. Das Gelände ist vollständig von einer Steinmauer umgeben. Die Parkplanung des Count Choulot berücksichtigte die umliegende Landschaft, den Pferdesport und die landwirtschaftliche Tätigkeit auf dem Gebiet. Der Park besteht aus einem gepflegten Abschnitt in der Nähe der Burg und in einem ländlichen Teil eines riesigen Waldgebietes mit meist einheimischen Pflanzenarten. Die Fairways sind mit Rhododendren und Azaleen gesäumt. Verschiedene Elemente verschönern den Park: ein Fluss, ein Wasserfall mit einem Teich im Wald und zahlreiche Felsen. An einer Ecke bei einer großen Einfahrt befindet sich die Kapelle des Parks (neunzehntes Jahrhundert), die noch der Familie des Astolphe Armand Hippolyte Baron de GAY de NEXON (1817–1876) gehört. Der Landschaftspark rund um das Schloss wurde wie Schloss Nexon im siebzehnten Jahrhundert erbaut und im neunzehnten Jahrhundert umgebaut. Es ist jetzt das Rathaus. In der Nähe der Burg stehen ein Taubenhaus, ein Brunnen, eine Orangerie und Stallungen. Sie zeugen von der renommierten Pferdesport-Vergangenheit (Gestüt im sechzehnten Jahrhundert, dem Geburtsort der Anglo-Araber-Rasse, Stallungen und Pferderennen).

## Gestüt Gay de Nexon
Baron Astolphe Nexon (1817–1876) baute u. a. das Gestüt Gay de Nexon auf. Um 1840 hatte er die Idee einer Kreuzung von englischen und arabischen Pferden und schuf so die legendäre Anglo-Araber-Pferderasse. Zu dieser Zeit begann die große Zeit der Pferderennen. Die Pferde dieses Nexon wurden sehr erfolgreich. Im Jahr 1928 erbte Ironwood Nexon die Liegenschaften und Grundstücke. Nach und nach wurde die unrentabel werdende Pferdezucht aufgegeben. 1983 verkaufte er das Schloss Nexon an die Stadt. Im Jahr 1990 verkaufte er seine letzte Stute. Damit endeten 500 Jahre Geschichte seiner Familie und Pferdezucht in der Ortschaft Nexon.

## Regionales Zentrum für Zirkuskunst
Nexon ist ein regionales Zentrum für Zirkuskunst und hat seit 2001 ein permanentes Festzelt auf der Burg. Es ist ganzjährig geöffnet mit freiem Zugang: kostenlos self-guided tour und 2-Euro-Tour (Kinder unter 12 Jahren frei), Touren im Sommer.

## Verkehr
Nexon liegt an der Bahnstrecke Limoges-Bénédictins–Périgueux und wird von Zügen des Transport express régional bedient. In Nexon zweigt hiervon die Bahnstrecke Nexon–Brive-la-Gaillarde nach Brive-la-Gaillarde ab.
Der Ort liegt an der Tourismusstraße Richard Löwenherz (französisch Route Richard Cœur de Lion), die durch vier Départements von Chassenon nach Lubersac führt.

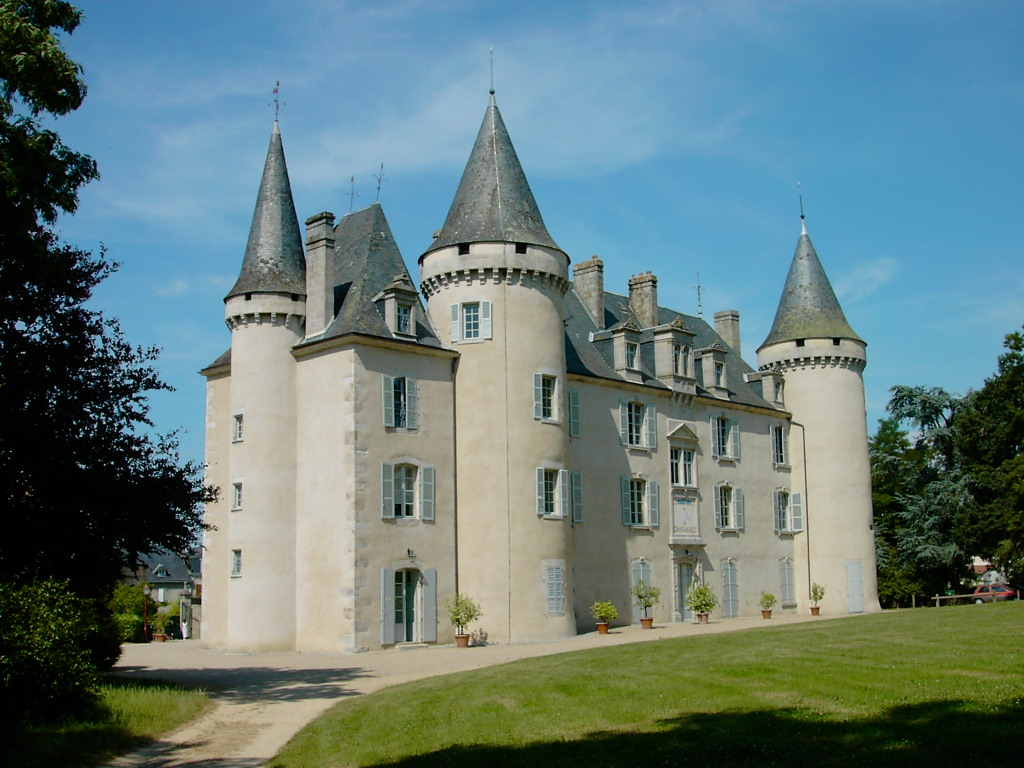
Schloss Nexon
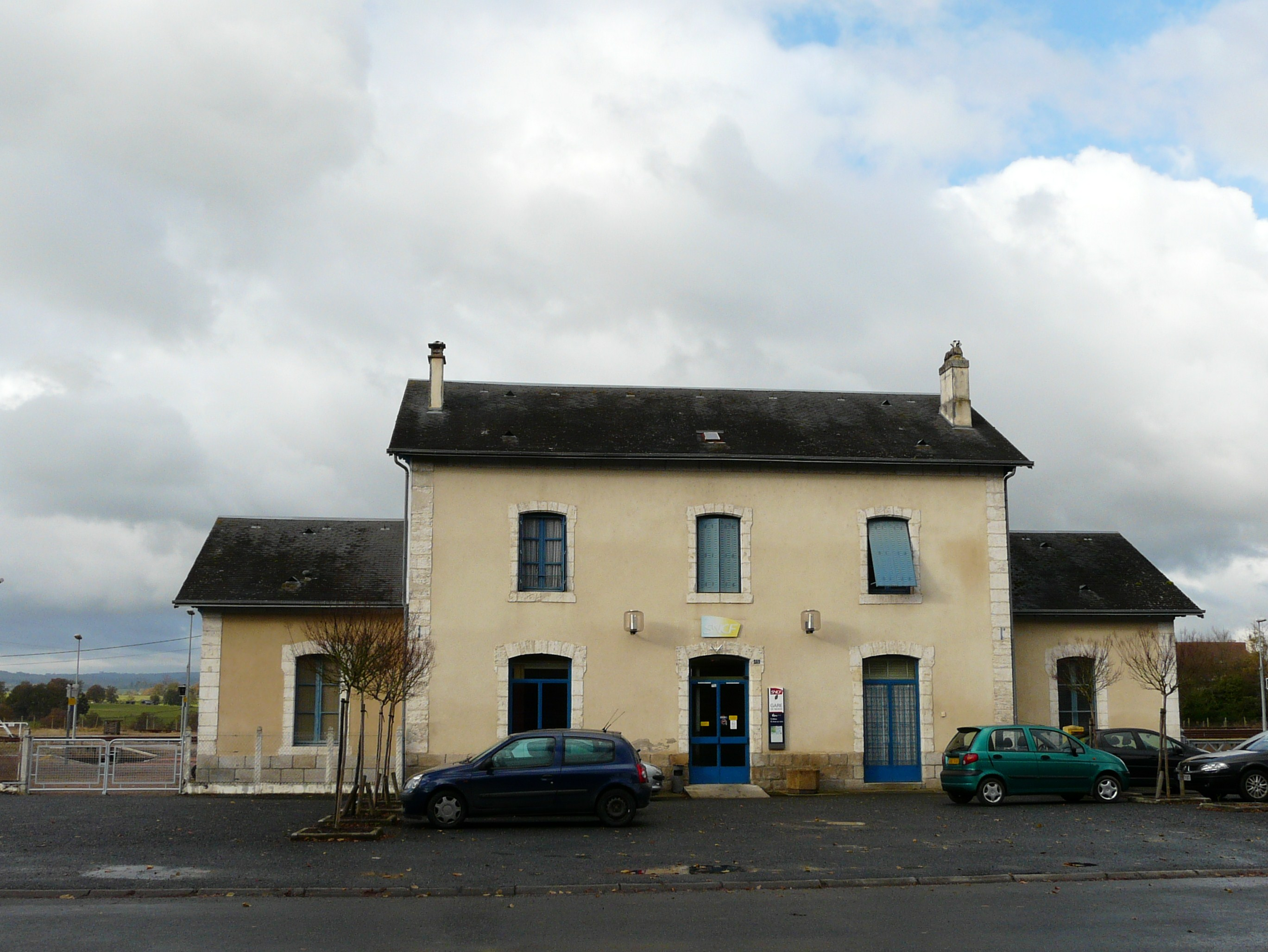
Bahnhof Nexon